# Jean-Claude Daoust
Jean-Claude baron Daoust (Elsene, 9 juni 1948) is een Belgisch ondernemer en bestuurder.

## Levensloop
In 1976 ging Jean-Claude Daoust aan de slag bij Daoust Interim, opgericht door zijn vader Albert Daoust. In 1985 nam hij er de leiding over. Eind 2014 gaf hij de leiding van het bedrijf door aan zijn zoon Giles Daoust.
Van 1985 tot 2001 was hij voorzitter van UPEDI (Beroepsvereniging van Uitzendkantoren), de sectorfederatie van uitzendbedrijven. Hij werd in deze hoedanigheid opgevolgd door Yvan Dierckxsens. Daarnaast was Daoust van 1996 tot 2002 voorzitter van CIETT (Confédération internationale des entreprises de travail temporaire).
In april 2005 volgde hij Luc Vansteenkiste op als voorzitter van het Verbond van Belgische Ondernemingen (VBO). Zelf werd hij in deze hoedanigheid  op 17 april 2008 opgevolgd door Thomas Leysen. Daoust was de eerste bedrijfleider uit de uitzendsector die aan het hoofd stond van de werkgeversorganisatie.
In 2010 werd hij aangesteld tot voorzitter van de Brusselse werkgeversorganisatie Brussels Enterprises Commerce and Industry (BECI). Hij volgde in deze hoedanigheid Emmanuel Van Innis op, zelf werd hij opgevolgd door Thierry Willemarck.
In 2008 werd Daoust in de erfelijke adelstand verheven met de persoonlijke titel baron. Sinds juni 2014 is hij lid van de adviesraad van de Koning Boudewijnstichting. Hij was tevens bestuurder van de Compagnie du Bois Sauvage.